# Romanian International 2010
Die Romanian International 2010 fanden vom 18. bis zum 21. März 2010 in Timișoara statt. Der Referee war Lajos Csanda aus Ungarn. Das Preisgeld betrug 5.000 US-Dollar, wodurch das Turnier in das BWF-Level 4B eingeordnet wurde. Es war die 12. Austragung dieser internationalen Meisterschaften von Rumänien im Badminton.

## Austragungsort
- Complexul Sportiv Banu Sport, FC Ripensia Street 33

## Finalergebnisse
| Disziplin    | Sieger                    | Finalist                                | Ergebnis         |
| ------------ | ------------------------- | --------------------------------------- | ---------------- |
| Herreneinzel | Yeoh Kay Bin              | Scott Evans                             | 21:19 21:11      |
| Dameneinzel  | Hitomi Oka                | Gu Juan                                 | 25:23 15:21 21:4 |
| Herrendoppel | Jürgen Koch Peter Zauner  | Danny Bawa Chrisnanta Chayut Triyachart | 21:16 21:15      |
| Damendoppel  | Shinta Mulia Sari Yao Lei | Jillie Cooper Emma Mason                | 21:6 21:10       |
| Mixed        | Chayut Triyachart Yao Lei | Wouter Claes Nathalie Descamps          | 21:13 23:21      |